# گل قاصدک
گل قاصدک یا شیرمال (نام علمی: Taraxacum officinale) نام یک گونه از سرده قاصدک است. این گیاه از تیره آفتابگردان (کاسنی) Astraceae می‌باشد. اندام گیاه شیرابه سفید رنگ دارد. برگ ها ساده با حاشیه چاکدار، گل آذین کپه ای، زرد رنگ، گل ها دو جنسی، نا منظم، پنج پر، پیوسته گلبرگ، کاسه کرک مانند، پرچم ها از ناحیه بساک به هم پیوسته، تخمدان غیر آزاد، میوه فندقه گل آذینی(مجتمع) شامل تعداد زیادی فندقک‌های منتهی به کرک است. فصل گلدهی اوائل بهار می‌باشد.
قاصدک رایج در نواحی معتدل جهان، در مناطقی با خاک مرطوب رشد می‌کند. این گیاه بسیار مقاوم است و توانایی رشد در محیط‌های گوناگون را دارد. همچنین به خوبی تراکم گیاهان اطراف، دماهای شدید و کم‌آبی را تحمل می‌کند. به‌دلیل همین مقاومت بالا و توانایی زیاد در تکثیر سریع، قاصدک که در اصل بومی اوراسیا بوده، اکنون با دخالت مستقیم یا غیرمستقیم انسان در گستره وسیعی گسترش یافته و در سراسر قاره‌های آمریکا، آفریقای جنوبی، هند، استرالیا و نیوزیلند نیز یافت می‌شود.
گرچه اغلب به‌عنوان علف هرز، به‌ویژه در چمنزارها شناخته می‌شود، اما در مناطق بومی خود به‌تدریج جایگاه آن به‌عنوان یک گل وحشی ارزشمند برای جذب حشرات گرده‌افشان و پرندگانی که از دانه‌های آن تغذیه می‌کنند، بیشتر شناخته می‌شود. در یکی از پژوهش‌ها، قاصدک پس از بید، پنیرک و تمشک، به‌عنوان چهارمین منبع مهم گرده شناسایی شد. برگ‌ها، گل‌ها و ریشهٔ این گیاه گاهی به‌عنوان خوراک یا در گیاه‌درمانی استفاده می‌شوند.

## توصیف

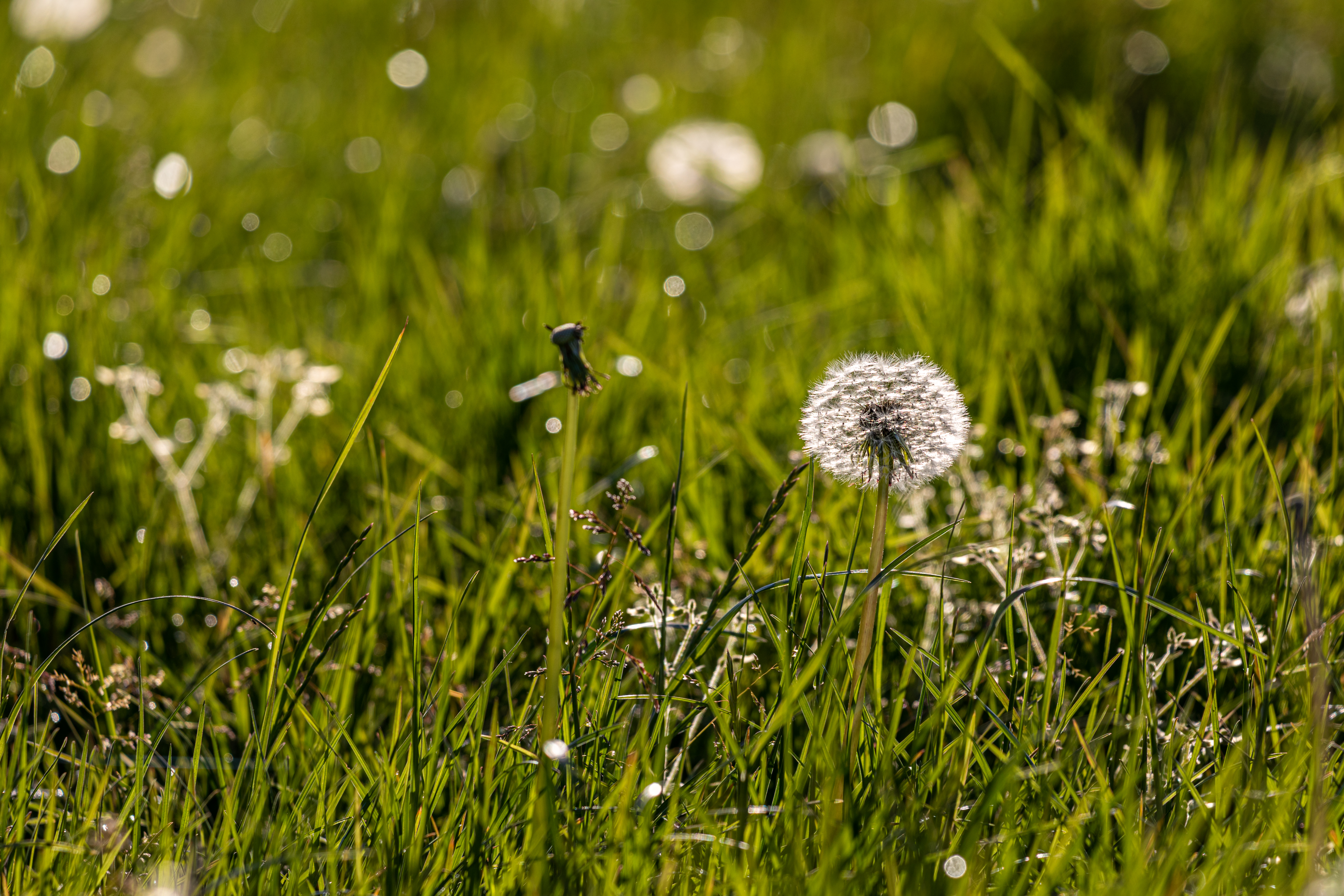
دانه‌های قاصدک در میان چمن‌ها

Taraxacum officinale از ریشه‌عمقی (عموماً بدون انشعاب) رشد می‌کند و چندین ساقهٔ گل‌دار توخالی و بدون برگ تولید می‌کند.: 470  ارتفاع این ساقه‌ها معمولاً ۵–۴۰ سانتیمتر (۲–۱۵ ۳⁄۴ اینچ) است، اما گاهی به ۷۰ سانتیمتر (۲۸ اینچ) نیز می‌رسد. ساقه‌ها می‌توانند ته‌رنگ بنفش داشته باشند، ایستاده یا خمیده باشند، و گل‌آذین‌هایی تولید می‌کنند که هم‌ارتفاع یا بلندتر از برگ‌ها قرار دارند. برگ‌ها می‌توانند رشد عمودی یا گسترده داشته باشند؛ دمبرگ‌ها یا بدون بال یا دارای بال باریکی هستند. ساقه‌ها ممکن است بی‌کرک یا دارای پوششی پراکنده از کرک‌های کوتاه باشند. گیاه دارای لاتکس شیری است و برگ‌ها همگی برگ پایه هستند؛ هر ساقهٔ گل‌دار بدون براکته است و فقط یک گل‌آذین دارد. گل‌آذین‌های زردرنگ فاقد براکتهٔ بستری هستند و همهٔ گل‌ها که گلچه نام دارند، زبانه‌ای و دوجنسی هستند. در بسیاری از دودمان‌ها، بذرها بیشتر از طریق تکثیر غیرجنسی تولید می‌شوند، با این‌که گل‌ها میزبان انواع مختلفی از حشرات گرده‌افشان هستند.
برگ‌ها دارای طولی بین ۵–۴۵ سانتیمتر (۲–۱۷ ۳⁄۴ اینچ) و عرضی بین ۱–۱۰ سانتیمتر (۱⁄۲–۴ اینچ) هستند، و به شکل واژنیزه، دراز یا واژتخم‌مرغی‌اند، با قاعده‌هایی که به‌تدریج به سمت دمبرگ باریک می‌شوند. کنارهٔ برگ‌ها معمولاً دارای بریدگی‌های کم‌عمق تا عمیق‌اند و اغلب دندانه‌دار یا پاره‌پاره با دندانه‌های تیز یا کند هستند.
کاسبرگک‌ها (براکته‌های فنجانی‌شکل که گلچه‌ها را دربر می‌گیرند) از ۱۲ تا ۱۸ قطعه تشکیل شده‌اند؛ هر قطعه برگشته و گاهی با پوشش مومی است. براکته‌های باریک، نوک‌تیز و به‌صورت دو ردیف مرتب شده‌اند. پوشش گل‌آذین (involucre) به قطر ۱۴–۲۵ میلیمتر (۱⁄۲–۱ اینچ)، به رنگ سبز تا سبز تیره یا سبز مایل به قهوه‌ای است، و نوک آن‌ها خاکستری تیره یا مایل به بنفش است. تعداد گلچه‌ها از ۴۰ تا بیش از ۱۰۰ عدد در هر گل‌آذین متغیر است، که دارای جام‌هایی به رنگ زرد یا زرد-نارنجی هستند.
میوه که به آن cypsela گفته می‌شود، از رنگ سبز زیتونی یا قهوه‌ای زیتونی تا رنگ کاهی تا خاکستری متغیر است، به شکل واژنیزه و به طول ۲–۳ میلیمتر (۱⁄۱۶–۱⁄۸ اینچ) با منقارهای باریک. این میوه‌ها دارای ۴ تا ۱۲ خط برجسته‌اند. پرچمک‌های ابریشمی که چترهای پرواز را شکل می‌دهند، به رنگ سفید تا سفید نقره‌ای‌اند و حدود ۶ میلی‌متر قطر دارند. گیاه معمولاً دارای ۲۴ یا ۴۰ جفت کروموزوم است، در حالی که برخی نمونه‌ها ۱۶ یا ۳۲ جفت دارند.

### شیمی
تاراکسالیسین یک پروتئیناز سرین است که در لاتکس ریشهٔ قاصدک یافت می‌شود. رودنسکایا و همکارانش (۱۹۹۸) دریافتند که تاراکسالیسین هیدرولیز یک زیرلایه پپتیدی کروموژنیک به نام Glp-Ala-Ala-Leu-pNA را در pH 8.0 به‌طور بهینه انجام می‌دهد. فعالیت بیشینهٔ این پروتئیناز در ریشه‌ها در ماه آوریل، در آغاز رشد گیاه پس از دورهٔ زمستان، به‌دست می‌آید.

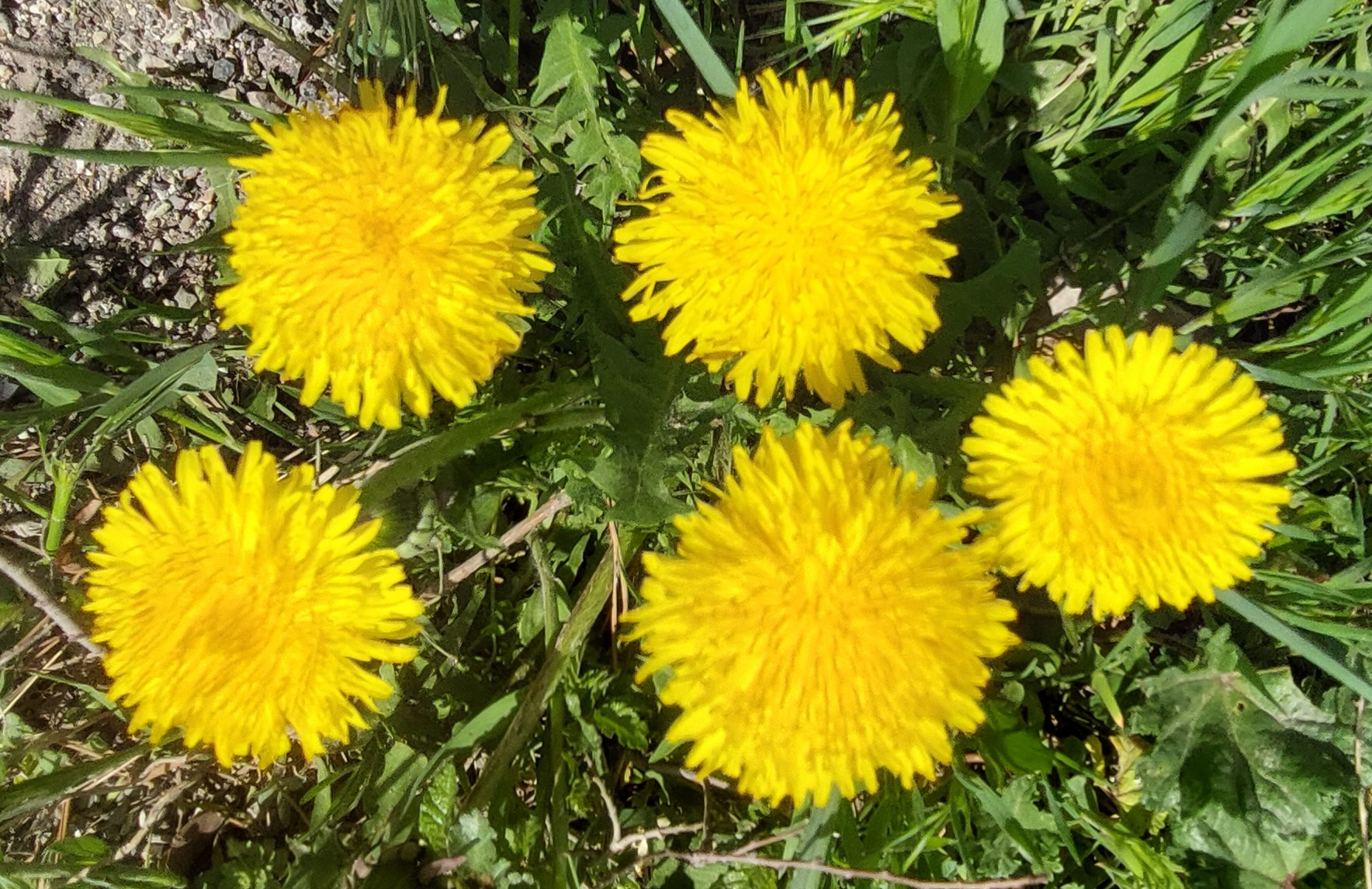
گل قاصد

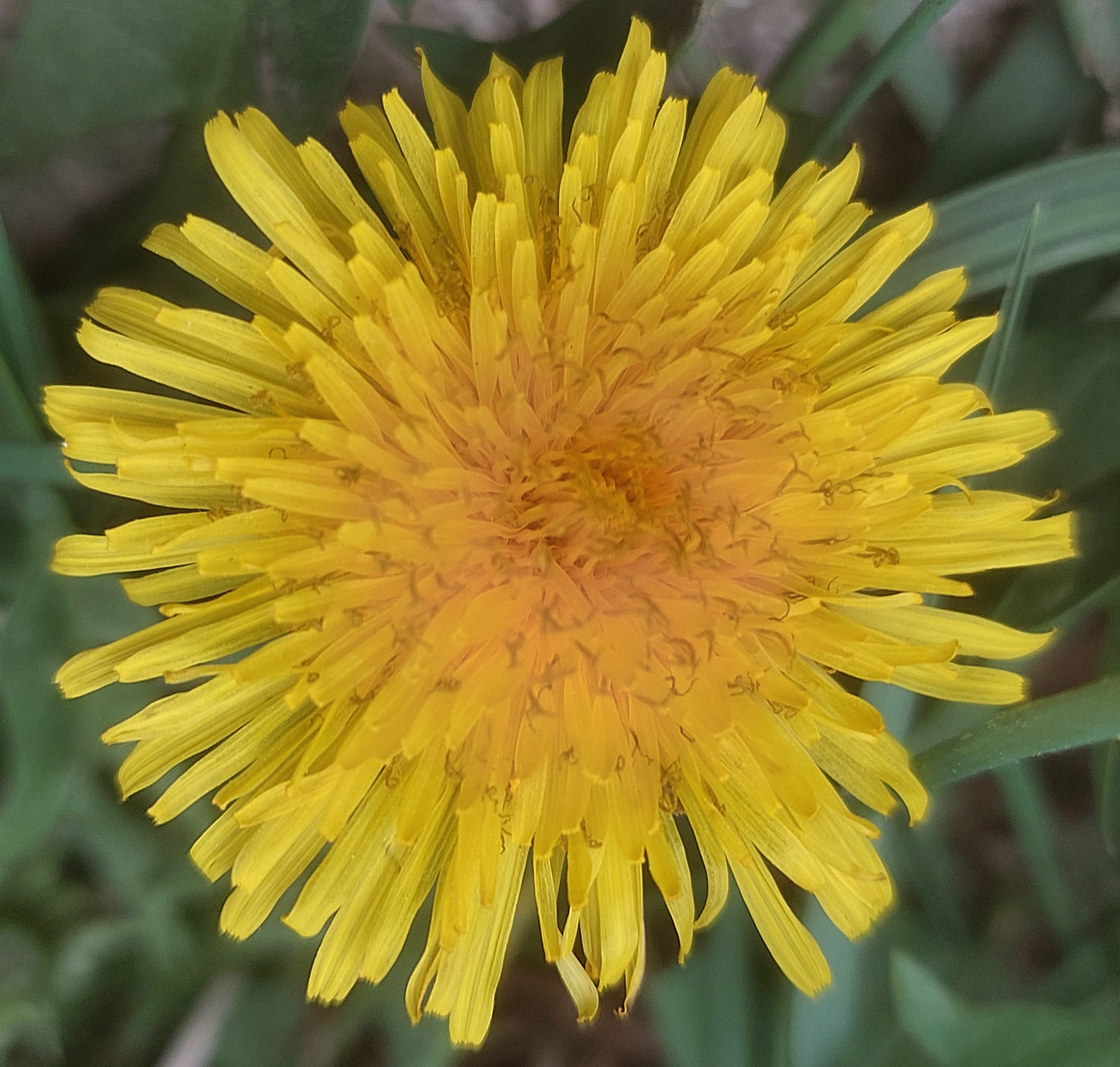
گل قاصد از نمای نزدیک

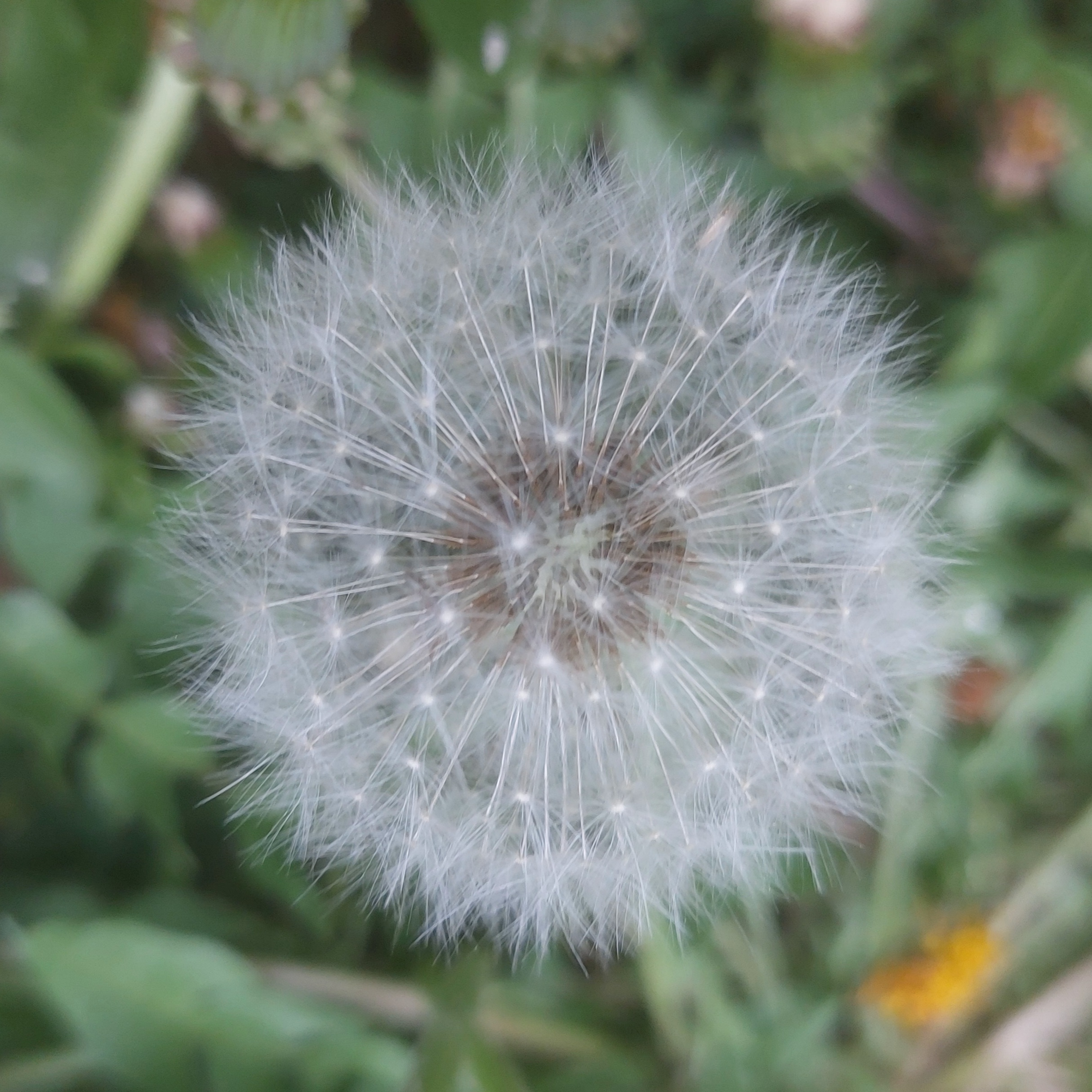
قاصدک گل قاصد